# Birger jarl (staty)

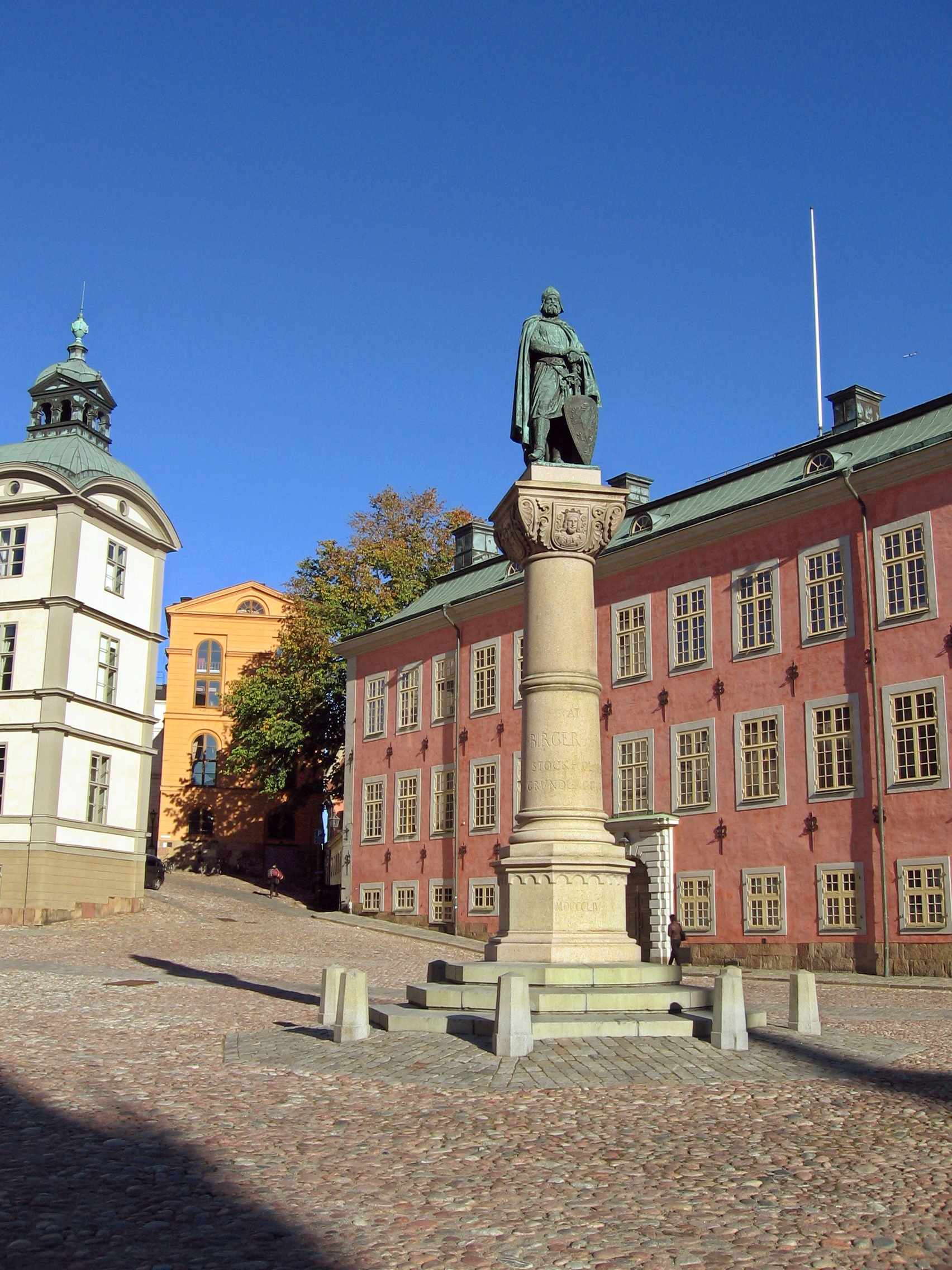
Birger jarls staty på Birger jarls torg i bakgrunden ser man Stenbockska palatset.

Birger jarls staty är en staty som avbildar Sveriges jarl och regent Birger jarl. Statyn står på Birger jarls torg på Riddarholmen i Stockholm. Statyn skapades av bildhuggaren Bengt Erland Fogelberg och avtäcktes den 21 oktober 1854.

## Historik
Förslaget till att resa en staty över Birger jarl hade kommit redan 1845. Den 12 juli 1845 skrev Bernhard von Beskow i Posttidningen, i samband med att Bengt Erland Fogelberg kom till huvudstaden;
Förslaget blev mottaget med uppskattning och då särskilt av Överståthållaren Jakob Wilhelm Sprengtporten som stödde projektet. Redan den 23 augusti samma år sammanträdde Stockholms borgerskaps femtio äldste då man beslöt att borgerskapet skulle samla in medel som behövdes inom stadens borgerskap. Statyn blev alltså bekostad genom så kallad subskription.

### Statyns kommitté
I februari 1847 bildades en kommitté som skulle hålla i insamlingen från allmänheten samt hålla i projektet i övrigt. Kommittén bestod av överintendent Michael Gustaf Anckarsvärd, greve Baltzar von Platen, friherre Bernhard von Beskow, guldsmeden Gustaf Möllenborg samt grosshandlaren Carl David Arfwedson.

## Avbildning
Fogelberg mottog uppdraget och skapade den första modellen i Rom. Den skickades sedan till det Kungliga gjuteriet i München, där Ferdinand von Müller göt den i brons. Vikten var omkring 1 700 kg. Från München sändes statyn landsvägen till Amsterdam varifrån den skeppades till Stockholm. Platsen för statyn hade godkänts genom ett Kungligt brev av den 20 januari 1854 och uppresningen på torget gjordes av Stockholms stadsarkitekt Axel Nyström sommaren 1854. 
Själva statyn är ca 2,7 m hög. Statyn framställer Birger jarl stående med bägge händerna på svärdet, på vilket även skölden är upphängd. På skölden syns Birger jarls vapen, ett lejon över tre balkar. Han är iklädd hjälm och ringbrynja, över vilken han bär vapenkjortel. Över axlarna bär han en pälsbrämadmantel som knäpps över bröstet med ett spänne. 
Statyn står på en piedestal och kolonn ritade av arkitekten Fredrik Wilhelm Scholander. Dagens kolonn av granit ersatte den  ursprungliga huggen i carraramarmor. Den höggs på plats i Italien av den svenske bildhuggaren Jakob Lundberg. Man hade egentligen redan från början velat ha en kolonn i granit och stenblocket för detta var redan utvalt, men på grund av granitens hårdhet skulle denna bli mer än dubbelt så dyr och ta mycket lång tid att förfärdiga, varför man valde det billigare och enklare alternativet av en kolonn i marmor. Det visade sig dock att marmorn inte tålde det svenska klimatet, varför man 1911 beslöt att ersätta denna med en exakt kopia i grå vätögranit. Den ursprungliga kolonnen står fortfarande kvar vid stenbrottet i Vätöberg. Piedestalen och kolonnen är totalt nästan 6,5 m.
Själva kolonnen är utformad i en Bysantinsk stil som var vanligt förekommande i Europa under Birger jarls tid. På kapitälet kan man se fyra olika stadsvapen som Stockholm fört, och här ser man även det nuvarande, Erik den heliges huvud. I kolonnens text står ordet som hävdas vara en italiensk felstavning, vilket är konstigt med tanke på att den höggs av en svensk bildhuggare.
På kolonnens bas syns de romerska siffrorna MDCCCLIV vilket betyder 1854.
Den 4 november 1854 fick platsen där statyn står namnet Birger jarls torg.

### Ny sköld
Den 13 januari 1880 byttes skölden som Birger jarl bär mot en ny som skapats av bildhuggaren Sven Andersson, vilken göts i brons vid Otto Meyers Konst- Metall- & Zinkgjuteri. Orsaken till detta var att den ursprungliga inte ansågs vara historiskt korrekt; den var längre, smalare och spetsigare. Dessutom bar den Mats Kettilmundsson vapen, vilket alltså ändrades till jarlens eget. Orsaken till felet står att hitta i Erik Dahlberghs Suecia Antiqua et Hodierna som visar Birger jarl med Kettilmundssons vapen, och det var detta vapen som Fogelberg använde som förebild.

## Avtäckning
Statyn avtäcktes den 21 oktober 1854, vilket var årsdagen av jarlens död. Torget fylldes snabbt upp med folk, och särskilt inbjudna samlades i Riddarholmskyrkan klockan 13, och vid samma tid samlades de som skänkt pengar i Bondeska palatset som då var Stockholms rådhus. Klockan 14 kom Överståthållaren Jakob Hamilton tillsammans med stadens magistrat, samt de som skänkt pengar ut från rådhuset. De gick sedan i procession till Riddarholmen, och man fortsatte in i Riddarholmskyrkan. Där höll pastor primarius Abraham Zacharias Pettersson ett tal över Birger Jarl och han fridlyste statyn och bad om Herrens välsignelse. Man gick sedan ut från kyrkan, och Överståthållaren bad att täckelset skulle falla vilket skedde under stora jubelrop. Därefter sjöng man dåtidens nationalsång Bevare Gud vår kung och en salut om 56 skott sköts från Skeppsholmen.

## Restaurering 2005
Under 2005 restaurerades statyn varvid den togs ned från sin kolonn. Främst tömdes statyn på gammal armering som rostat samt gjutsand som blivit kvar. Dessutom byttes infästningen till sockeln till en i rostfritt stål. Arbetet utfördes av konstsmeden Thomas Hydling vid Mälarvarvet på Långholmen.. Dessutom restaurerades manteln och hela statyn vaxades.

## Bilder

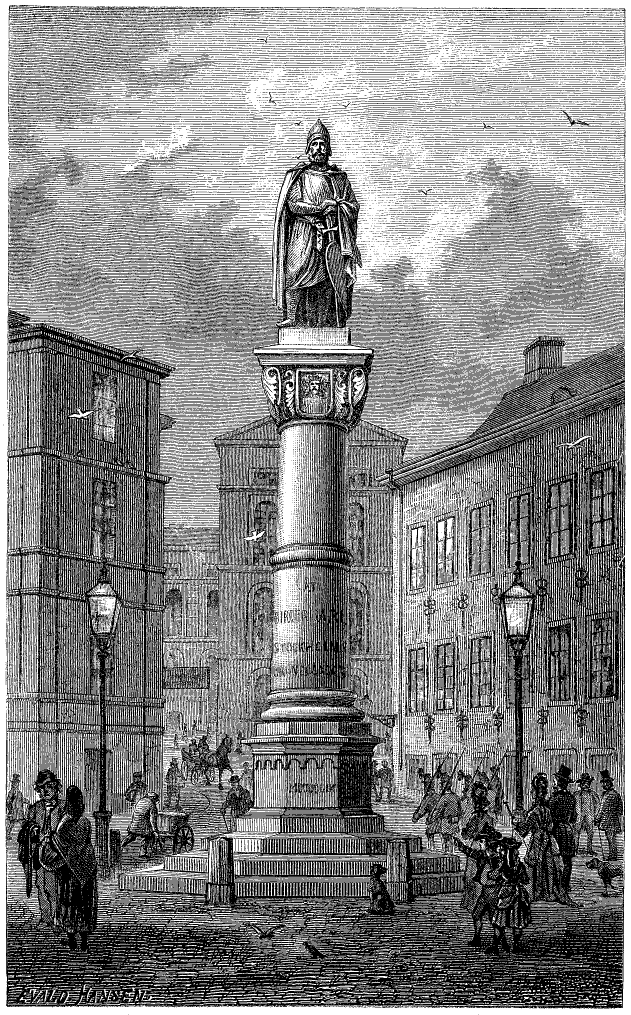
Statyn som den visades i Svenska Familje-Journalen, med den ursprungliga skölden
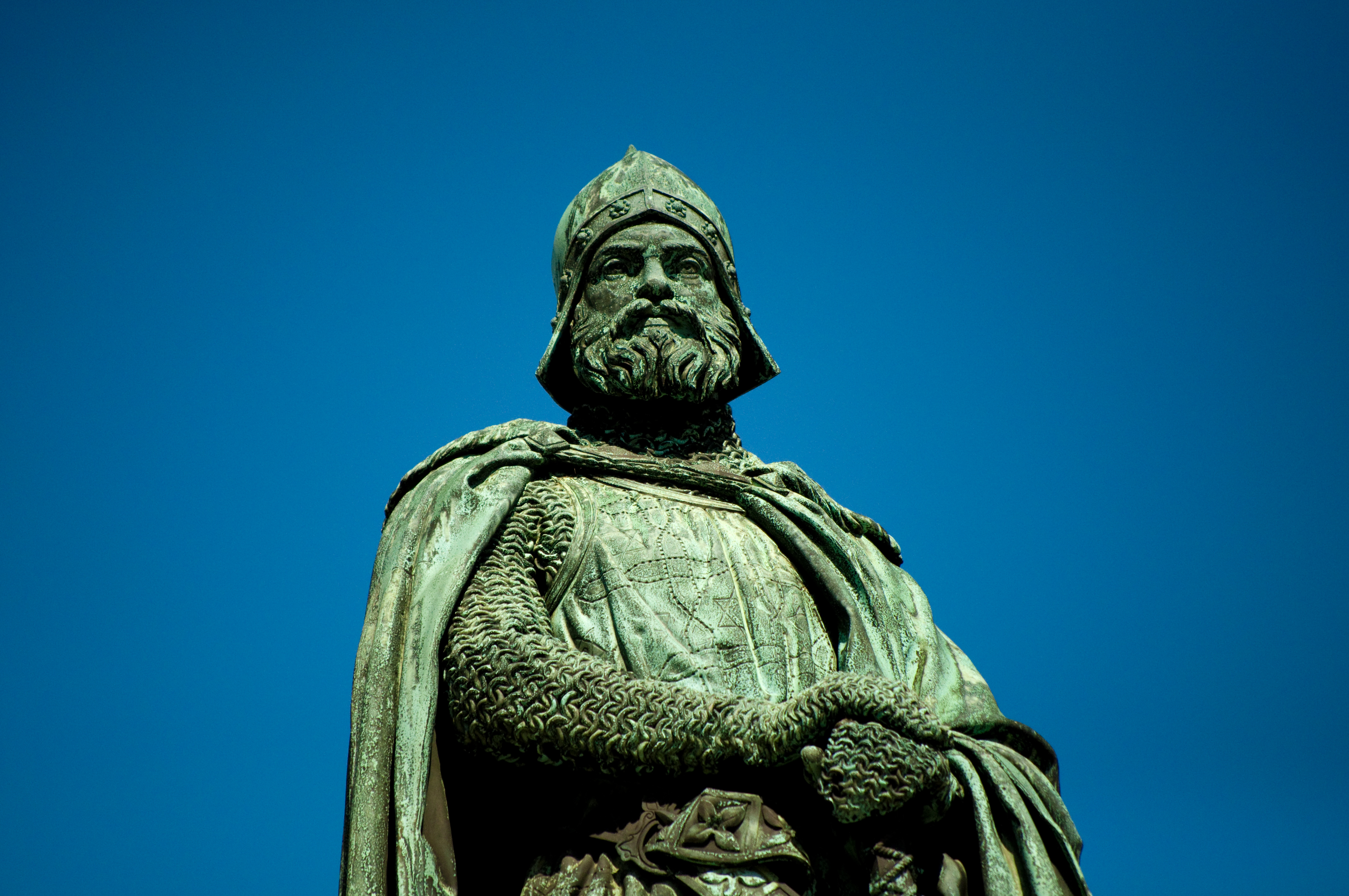
Statyns överdel
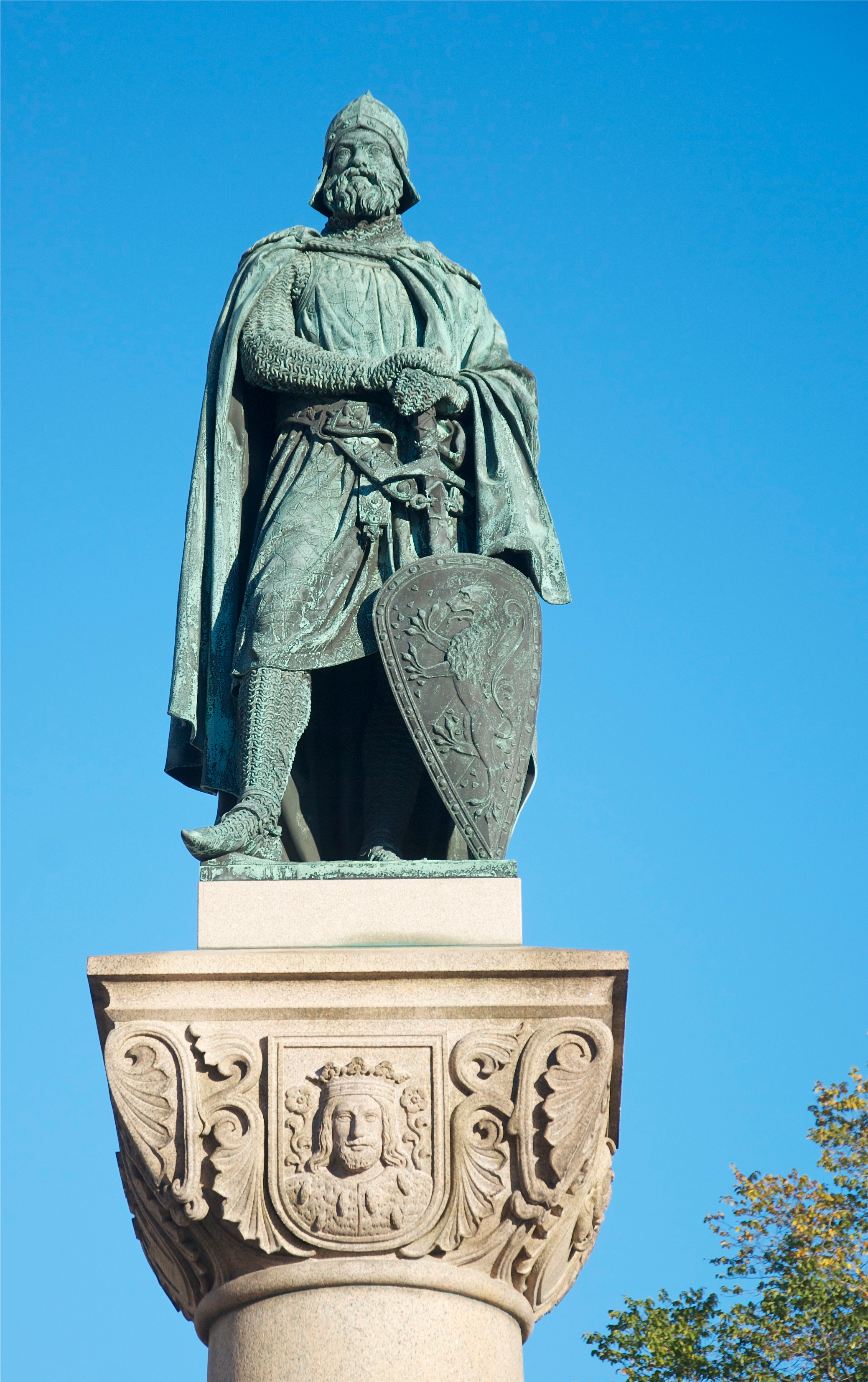
Statyn i fullängd
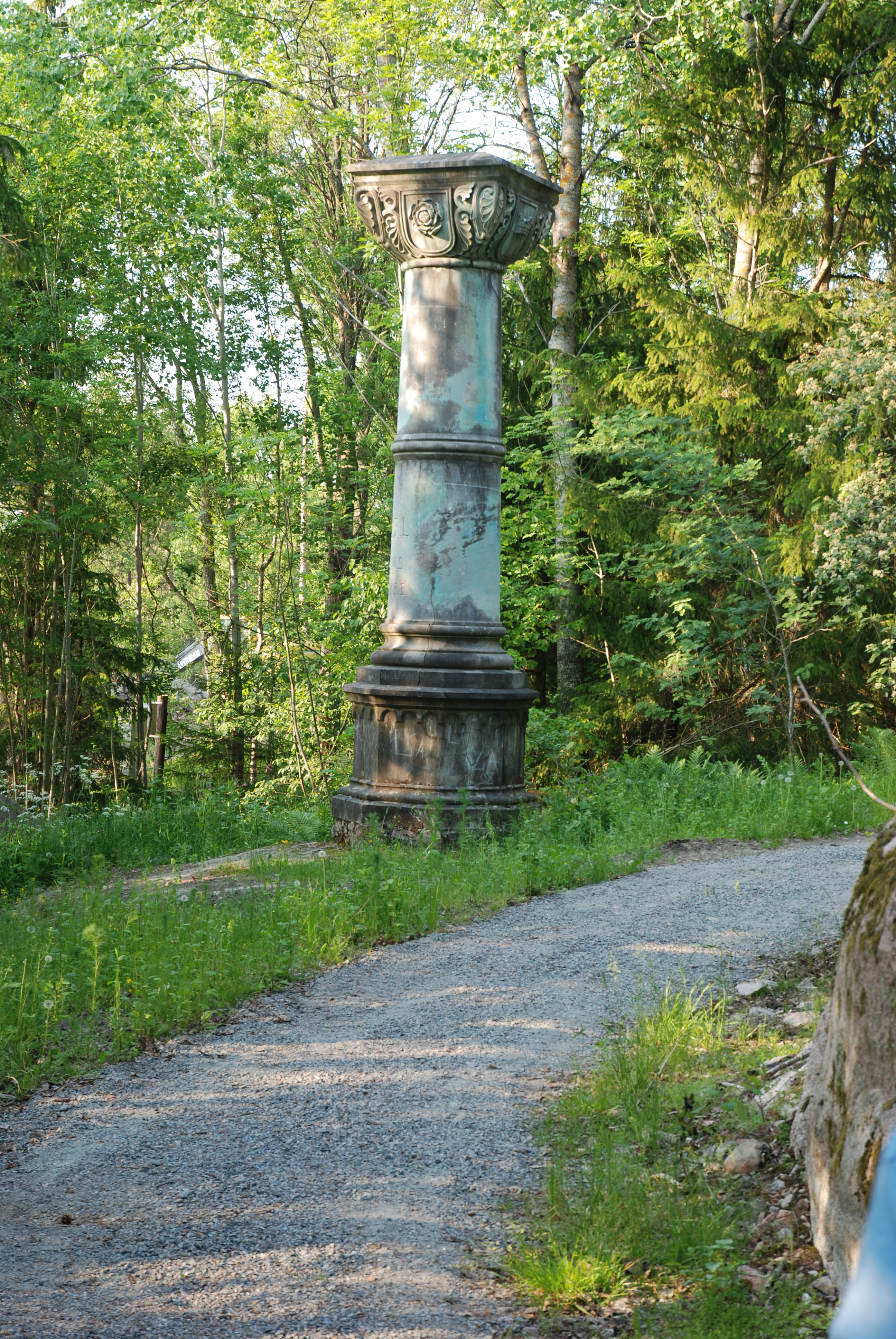
Den ursprungliga kolonnen av carraramarmor i Vätöberg